# Bolesti probavnoga sustava
Sve bolesti koje pripadaju probavnome traktu smatraju se bolestima probavnog sustava. Ovdje uključujemo bolesti jednjaka; želuca; prvog, drugog i trećeg dijela tankog crijeva - dvanaesnika (duodenum), praznog crijeva (jejunum) i vitog crijeva (ileum); slijepog crijeva; debelog crijeva (colon ascedens, transversum, descedens) sigmoidnog crijeva i rektuma.